# Michael William Balfe
Michael William Balfe (ur. 15 maja 1808 w Dublinie, zm. 20 października 1870 w Rowney Abbey w hrabstwie Hertfordshire) – irlandzki kompozytor i śpiewak, baryton.

## Życiorys
Syn Williama Balfego, nauczyciela tańca. Pierwszy utwór skomponował w wieku 7 lat. Po śmierci ojca w 1823 roku wyjechał do Londynu, gdzie był uczniem Charlesa Edwarda Horna. W 1824 roku otrzymał angaż jako skrzypek w orkiestrze Theatre Royal przy Drury Lane. Występował też jako śpiewak, zadebiutował na scenie w Norwich w angielskiej premierze Wolnego strzelca Carla Marii von Webera. W 1825 roku wyjechał do Włoch, gdzie studiował u Ferdinando Paëra w Rzymie i Filippo Gallego w Mediolanie. W 1826 roku w Mediolanie wystawił swoje pierwsze dzieło sceniczne, balet La Perouse. W 1827 roku wyjechał do Paryża, gdzie poznał Gioacchino Rossiniego, który zaangażował go do roli Figara w Cyruliku sewilskim na deskach Théâtre-Italien. Od 1829 do 1830 roku przebywał w Palermo, gdzie wystawił swoją pierwszą operę, I rivali di se stessi. W 1832 roku zawarł związek małżeński z węgierską śpiewaczką Liną Roser (1808–1888), z którą miał córkę Wiktorię.
W 1833 roku wrócił do Londynu, gdzie występował jako śpiewak. W 1838 roku wykonał rolę Papagena w angielskiej premierze Czarodziejskiego fletu W.A. Mozarta. Od 1842 roku ponownie przebywał w Paryżu, gdzie komponował i wystawiał swoje opery. Odbył szereg podróży, m.in. do Wiednia (1846), Berlina (1848), Petersburga i Triestu (1852–1856). W 1864 roku wrócił na stałe do Anglii.
Został odznaczony Legią Honorową oraz hiszpańskim Orderem Karola III.

## Twórczość
Był głównym obok Williama Vincenta Wallace’a irlandzkim kompozytorem operowym. Jego twórczość cieszyła się popularnością w całej Europie, a libretta do jego oper tłumaczono na różne języki. Skomponował łącznie 29 oper, z których największą popularnością cieszyła się The Bohemian Girl (wyst. Londyn 1843).
Był autorem prac Indispensable Studies for a Sopran Voice (Londyn 1852) oraz Method of Singing (Londyn 1856).